# Gang Green
Gang Green ist eine Hardcore-Band aus Boston, die 1982 gegründet wurde und auch Einflüsse des Skatepunk aufweist. Ein prägendes Merkmal der Bandgeschichte sind häufige Besetzungswechsel und längere Phasen der Inaktivität.

## Geschichte
Gang Green wurde 1982 gegründet. Sänger Chris Doherty, einzig verbliebenes Gründungsmitglied, war zu diesem Zeitpunkt erst 15 Jahre alt. Die Band passte mit ihrer Skate- und Alkohol-Attitüde nicht in das (stellenweise militante) Straight-Edge-Klima, welches in Boston hauptsächlich von Bands wie SS Decontrol dominiert wurde. Bereits wenige Monate nach der Gründung und einigen Live-Auftritten bekam die Band ein Angebot, Demos für den Sampler This Is Boston, Not L.A. aufzunehmen. Trotz ihrer geringen Instrumenten-Erfahrung wurden in kurzer Zeit sieben Songs aufgenommen. Diese Songs gelten als Paradebeispiel für den frühen Boston Hardcore. 1983 löste sich das damalige Trio zum ersten Mal auf. Sänger Chris Doherty schloss sich den Jerry’s Kids an. Später wechselte er zu Stranglehold und danach zu der Skaband The Cheapskates (ein Vorläufer von The Mighty Mighty Bosstones).
1984 rauften sich Gang Green noch einmal zusammen, mit dem Schlagzeuger der Jerry’s Kids, Brian Betzger, und den Stilphen-Brüdern Chuck (Gitarre) und Glen (Bass), und nahmen das Album Sold Out auf, welches die erste Veröffentlichung auf einem der wichtigsten HC-Punk-Labels, nämlich Taang! Records, war. Die Stilphen-Brüder verließen die Truppe wieder, um die Band Mallet-Head zu gründen. Kurze Zeit spielte auch der Gitarrist Tony Nichols in der Band. Die zweite Reunion erfolgte mit neuer Besetzung 1987 (Fritz Erickson an der Gitarre, Joe Gittleman am Bass), das Comeback-Album „You Got It“ war ein großer Erfolg.
Gittlemen verließ die Band nach der „Older… Budweiser“-LP (er ging zu The Mighty Mighty Bosstones) und wurde durch D.R.I.-Bassist Josh Pappe ersetzt. Nach einer letzten Abschiedstour im November/Dezember 1991 löste sich Gang Green wieder auf. Doherty und Betzger gründeten die Band Klover, die 1995 bei Mercury ein Album veröffentlichte.
Bald darauf wurde Gang Green wieder reformiert, diesmal mit Drummer Walter Gustafson (ex-Outlets), Gitarrist Bob Cenci (ex-Jerry’s Kids), Bassist Matt Sandonato (The Chubs). Diese Formation nahm „Another Case of Brewtality“ für Taang! Records im Jahre 1997 auf. Eine EP, „Back and Gacked“, folgte im Jahre 1998.
Auch wenn seitdem kein Album mit neuem Material veröffentlicht wurde, ist die Band noch immer aktiv. Gang Green war Ende der 1980er-Jahre maßgeblich am Erfolg der sogenannten Crossover-Welle zusammen mit Bands wie D.R.I., Corrosion of Conformity und den Suicidal Tendencies beteiligt. Laut Bandwebsite und einem Gespräch mit Chris sollte es im Sommer 2007 ein neues Album geben, wozu es aber doch nicht kam. 2011  erschien auf dem Taang!-Label die Single I Fear.

## Diskografie
- 1985: King of Bands (kein Label)
- 1985: P.M.R.C. Sucks (EP, Taang! Records)
- 1986: Another Wasted Night (Taang! Records)
- 1986: Drunk and Disorderly (EP, Deluxe)
- 1987: You Got It (Roadrunner Records)
- 1988: I81B4U (Roadrunner Records)
- 1989: Older… Budweiser (Emergo)
- 1990: Can't Live Without It (Emergo)
- 1997: Back & Gacked (EP, Taang! Records)
- 1997: Another Case of Brewtality (Taang! Records)